# Marko Momčilović
Marko Momčilović (sârbă: Марко Момчиловић) (n. 11 iunie 1987, Leskovac, Iugoslavia) este un fotbalist sârb care a evoluat la FCSB, după ce anterior jucase la FK Javor Ivanjica și Pandurii Târgu Jiu.

## Titluri
FCSB
- Cupa Ligii: 2015-2016